# Giampiero Ventura
Giampiero Ventura (ur. 14 stycznia 1948 w Genui) – włoski trener piłkarski.

## Kariera
Ventura przez krótki czas był piłkarzem Sampdorii, jednak już w wieku 25 lat zakończył karierę z powodu kontuzji.
Na początku swojej kariery trenerskiej zajął się szkoleniem młodzieży w Sampdorii. Potem był również asystentem trenera pierwszej drużyny. Jego pierwszym zespołem seniorów był w 1981 Rapallo Ruentes. Najdłuższy okres – 4 sezony – spędził w Virtusie Entella. Następnie szkolił piłkarzy takich drużyn jak: Spezia Calcio, Centese, AC Pistoiese i Giarre FC. W 1993 debiutował w Serie B, kiedy był trenerem Venezii. Po dwóch sezonach odszedł do US Lecce, a następnie do Cagliari Calcio. W barwach tego zespołu debiutował, jako trener, w Serie A. Miało to miejsce w roku 1998. Następnie szkolił zawodników: Sampdorii, Udinese Calcio, ponownie Cagliari, SSC Napoli, FC Messina, Hellas Werona i Pisa Calcio. Od 26 czerwca 2009 był trenerem AS Bari. W debiucie jego drużyna zremisowała 1:1 z broniącym tytułu Interem Mediolan. W 2011 roku został trenerem Torino FC. Po Euro 2016 został selekcjonerem reprezentacji Włoch. 15 listopada 2017 roku został zwolniony z tej funkcji po tym, jak nie zdołał się zakwalifikować z reprezentacją na Mistrzostwa Świata w Rosji w 2018 roku.